# Scolastico (funzionario)
Scolastico (fl. VII secolo) è stato un funzionario bizantino, Iudex Campaniae nel 592 circa.

## Biografia
Scolastico fu nominato Iudex Campaniae e fu l'intestatario di tre lettere di papa Gregorio I del 592, il quale lo incaricò, insieme al suddiacono Epifanio, di intervenire e di indagare su una ribellione nel castello di Lucullo, mentre in un'altra lettera il papa, dopo aver rifiutato l'elezione nel dicembre 592 del suddiacono Fiorenzo a vescovo di Napoli, lo incaricò di trovare un sostituto di quest'ultimo.